# Acqua Smeraldina
Acqua Smeraldina è un marchio di acque minerali, di proprietà della A.L.B. S.p.A., con sede a Tempio Pausania, in Sardegna.
L'acqua sgorga dalle sorgenti sotterranee della località Monti di Deu, a Tempio Pausania (in provincia della Gallura Nord-Est Sardegna) ed è stata eletta miglior acqua imbottigliata del mondo nel 2019 al Berkeley Springs International Water Tasting, la più importante competizione del settore.

## Storia
Nel 1926 a Ploaghe nacque Giovanni Maria Solinas. Già da ragazzino iniziò a vendere bibite prodotte in casa propria, e nel 1955, con sua moglie, realizzò e produsse la prima vera bottiglia: la Plubium. Nel 1979 si trasferisce in Gallura, a Tempio Pausania, per sfruttare dell'acqua proveniente da una sorgente sotterranea, a 300 metri di profondità in località Monti di Deu. Riesce a portare l'acqua direttamente nel terreno acquisito, ove costruisce lo stabilimento di produzione e 6 anni dopo, nel 1985 fonda la A.L.B., acronimo di Acque Leggere e Bibite creando contestualmente il marchio Smeraldina. Inizialmente avrebbe voluto chiamarla Smeralda ma il nome era già stato utilizzato dalla nascente Costa Smeralda, località turistica della Gallura.
Inizialmente commercializzata in brik di cartone da un litro, nel 1990 viene prodotta la prima bottiglia in PET, mentre nel 2002 nasce l'iconica bottiglia in vetro con un disegno brevettato con una parte superiore a punta. Nel 2005 l'azienda fa il salto all'estero e negli Stati Uniti d'America viene aperta l'azienda controllata, la Smeraldina Corporation, con sede all'Empire State Building di New York. Contestualmente la vendita si allarga oltre che agli USA, anche in Danimarca prima e poi in Belgio, Francia e Regno Unito. Negli anni 2010 si apre al mercato asiatico, approdando in Cina, Hong Kong, Singapore e Arabia Saudita.
Nel 2011 è la prima azienda produttrice di acqua minerale in un contenitore Tetra Pak nel formato Tetra Prisma da mezzo litro, pensato per il consumo "On the go" composto al 75% da carta. Nel 2015 si estende ad altri paesi europei come Spagna in occidente e Bulgaria e Ucraina nell'Est.
Nel 2019 al Berkeley Springs International Water Tasting ha vinto il primo premio come miglior acqua imbottigliata del mondo.

## I prodotti
L'acqua Smeraldina è commercializzata in due versioni, naturale e frizzante, quest'ultima venduta con la denominazione Sempre frizzante, sfruttando una particolare forgiatura della bottiglia, nelle versioni da 0.25, 0.50, 1 e 1.5 l in PET, da 0.75 l sia in PET con tappo sportivo che in vetro. Una particolare versione speciale in vetro, con etichetta nera e oro e marchio Griffe è dedicata all'alta ristorazione e agli alberghi, nella versione col vuoto a perdere. Infine è presente una versione in cartone Tetra Pak nel formato Tetra Prisma da mezzo litro.